# Bathyraja caeluronigricans
Bathyraja caeluronigricans är en rockeart som beskrevs av Ishiyama och Ishihara 1977. Bathyraja caeluronigricans ingår i släktet Bathyraja och familjen egentliga rockor. Inga underarter finns listade.